# Колесов, Сергей Александрович
Серге́й Алекса́ндрович Ко́лесов (род. 24 июня 1973, Ковдор, Мурманская область) — российский актёр театра и кино; участник двух Каннских кинофестивалей: 65-го
и 71-го.

## Биография
Родился в Ковдоре Мурманской области. Школьником занимался в местной художественной самодеятельности. В 1992 году окончил Мурманское педагогическое училище, за время обучения в котором желание стать актёром укрепилось.
В 1993 году переехал в Екатеринбург, где во время Великой Отечественной войны работал его дед Сергей Фролович Колесов. Не поступив на актёрский в Екатеринбургский государственный театральный институт, устроился в Малый драматический театр «Театрон», где участвовал в постановках по мировой классике и современной драматургии. На следующий год поступил на заочное в ГИТИС на курс профессора И. И. Судаковой (педагог О. Л. Кудряшов), который окончил в 1997 году.
В 2003 году в «Театроне» произошла встреча с режиссёром Николаем Колядой, ставившим «Клаустрофобию» по пьесе К. Костенко. Совместная работа принесла успех, в ноябре того же года постановку пригласили в Польшу на Saison russe — фестиваль-встречу с русской драматургией, где спектакль признали лучшим, а в сентябре 2004 года на фестиваль «Новая драма» в С.-Петербург. Роль Прищепы принесла Колесову первую награду областного фестиваля «Браво!».

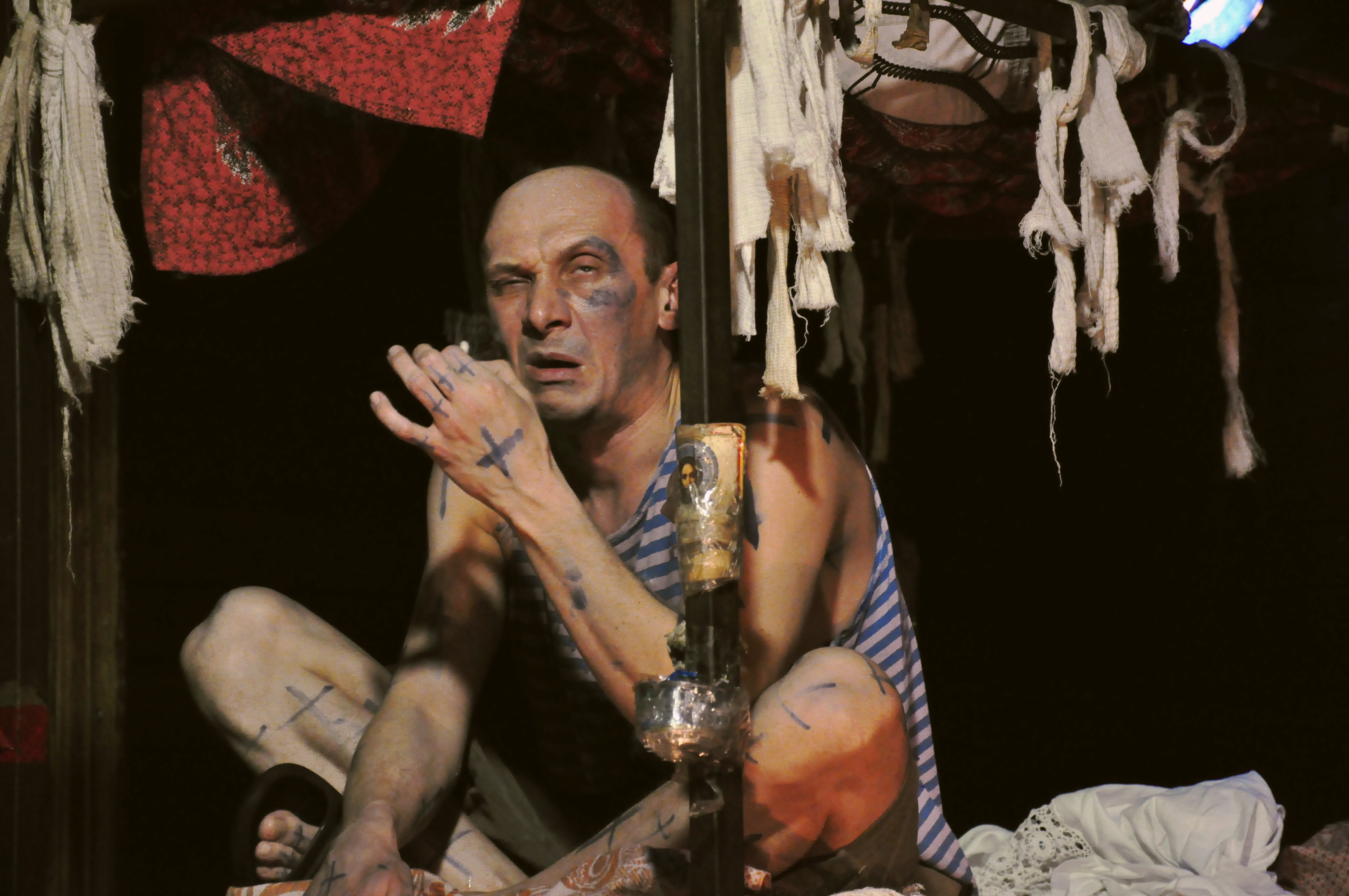
«Клаустрофобия»,
март 2014, Екатеринбург

В мае 2004 года с появлением у «Коляда-театра» помещения одним из первых, вместе с женой Светланой, тоже актрисой, перешёл в новый коллектив Н. Коляды.
Ведущий артист, сыграв более сорока ролей, Сергей участвовал во всех гастролях театра, как по стране, так и за рубежом: Passages в Нанси (2009) и Метце (2013), на Шекспировских фестивалях в Гданьске (2011), Бухаресте (2012), Дьюле (2018) и других.
Во время парижского турне 2010 года выходил на сцену Театра «Одеон».
Участник показов на «Золотой маске» в 2010 и 2011 годах.

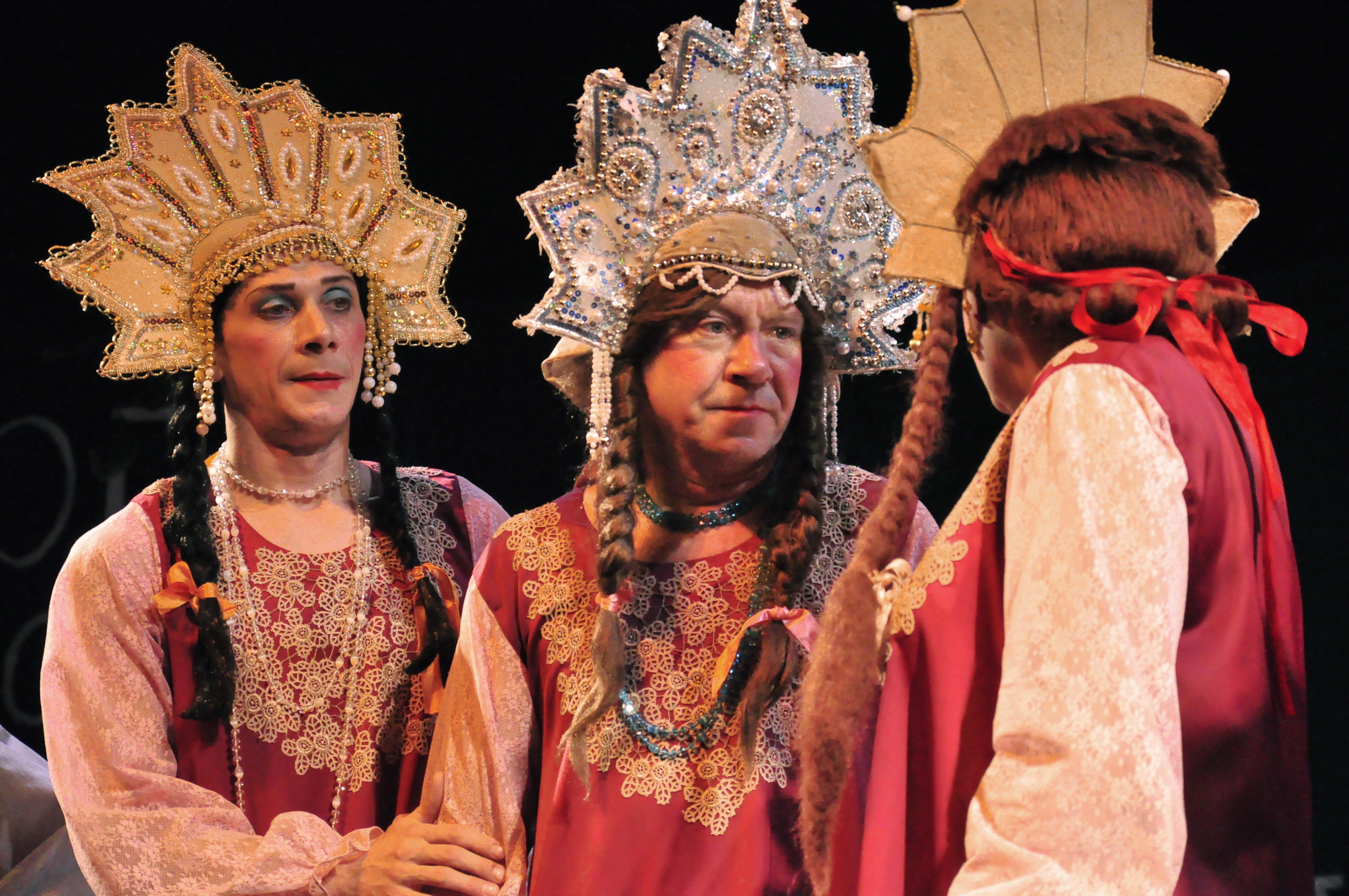
«Баба Шанель» с С. Фёдоровым,
январь 2013, Москва

Составляя вместе с однокурсником С. Фёдоровым «мужскую основу» труппы, им в паре удавалось мощное фарсовое травести-шоу в «Бабе Шанели», исполнял Колесов и женскую роль в «Букете», а также в детских сказках.
С 2014 года сотрудничает с Центром современной драматургии, где исполнил главные роли в спектаклях «Ромул и Рем» (по пьесе «Возвращение в пустыню» Б.-М. Кольтеса, режиссёр А. Вахов) и «Мизантроп» А. Житковского. Участвует в актёрских читках ЦСД, проводит встречи со зрителями.
В 2018 принял участие в проекте театра «Место», чем вызвал недовольство Н. Коляды. Весной 2021 года покинул «Коляда-театр». В июле 2021 года выступил в премьерной серии спектакля «Первый хлеб» в Московском театре «Современник», подменив исполнителя роли Синсибая.
С 2025 года — приглашённый артист Театра имени М. Ермоловой (Москва).
С 2003 года снимается в кино. Начиная с 2010 года появляется в каждом игровом фильме Сергея Лозницы. Колесова называют постоянным актёром Лозницы.
Вместе со съёмочными группами в 2012 и 2018 годах представлял в Каннах премьерные показы фильмов «В тумане» и «Донбасс»

## Роли в театре
«Театрон»
- «Собачий вальс» Л. Андреева — Иван
- «Контракт» Ф. Вебера — Франсуа Пиньон
- «Убийство Гонзаго» Н. Иорданова — Генри
- «Последняя женщина Сеньора Хуана» Л. Жуховицкого — Хозяин гостиницы
- «Любовь — книга золотая» А. Толстого — гр. Завалишин
- «Женитьба» Н. Гоголя — Анучкин
- «Крошка Алиса» Э. Олби — Адвокат
- «Клаустрофобия» К. Костенко — Прищепа, рецидивист
- «Ромео и Джульетта» У. Шекспира — Меркуцио

«Коляда-театр»
2004 — «Мадам Роза» Н. Коляды — Мадам Лола

2004 — «Птица Феникс» Н. Коляды — Максим Печкин

2005 — «Амиго» Н. Коляды — Григорий Иванович, Аркадий, Тапёр

2005 — «Клаустрофобия» К. Костенко (новая редакция) — Прищепа, рецидивист

2005 — «Нежность» Н. Коляды — Он

2005 — «Ревизор» Н. Гоголя — Иван Кузьмич Шпекин, почтмейстер

2005 — «Тутанхамон» Н. Коляды — Глеб

2005 — «Чёрное молоко» В. Сигарева — Мишаня

2006 — «Букет» Н. Коляды — Фёкла

2006 — «Землемер» Н. Коляды — Соловей (Иван)

2006 — «Старая зайчиха» Н. Коляды — Он

2007 — «Гамлет» У. Шекспира — Полоний

2007 — «Женитьба» Н. Гоголя — Жевакин

2007 — «Курица» Н. Коляды — Фёдор Ильич Галактионов

2008 — «Безымянная звезда» М. Себастьяна — Григ, Иким

2008 — «Группа ликования» Н. Коляды — Борис Кочубей

2008 — «Король Лир» У. Шекспира — Граф Глостер

2009 — «Трамвай „Желание“» Т. Уильямса — Стив

2009 — «Вишнёвый сад» А. Чехова — Симеонов-Пищик

2010 — «Всеобъемлюще» Н. Коляды — молодой артист

2010 — «Два плюс два» по пьесе «Икар» Н. Коляды — Саша

2010 — «Фронтовичка» А. Батуриной — Марк Анатольевич

2011 — «Борис Годунов» А. Пушкина — Юродивый, Мальчик

2011 — «Баба Шанель» Н. Коляды — Сара Абрамовна

2012 — «Маскарад» М. Лермонтова — Шприх

2012 — «Слуга двух господ» К. Гольдони — Бригелла

2013 — «Играем Мольера» Ж.-Б. Мольера/Н. Коляды — Энрик

2013 — «Мёртвые души» Н. Гоголя — Плюшкин

2015 — «Кошка на раскалённой крыше» Т. Уильямса — Большой Па

2015 — «Ричард III» У. Шекспира — Герцог Кларенс

2016 — «Дыроватый камень» Н. Коляды — Игорь Петрович

2016 — «Старосветская любовь» Н. Гоголя/Н. Коляды — Афанасий Иванович Товстогуб

2016 — «Фальшивый купон» Л. Толстого/Е. Бронниковой, Н. Коляды — Иван Миронов крестьянин

2017 — «Двенадцать стульев» И. Ильфа и Е. Петрова — Остап Бендер

2017 — «Мата Хари — Любовь» Н. Коляды — Петров

2018 — «Иван Фёдорович Шпонька и его тётушка» Н. Гоголя/Н. Коляды — Степан Петрович Курочка

2018 — «Сальери Моцарта не убивал» Н. Коляды — Второй

2018 — «Оптимистическая трагедия» В. Вишневского — Боцман

2019 — «Хабибулин едет из Владивостока в Калининград к Зое» (группы авторов)
Центр современной драматургии
- 2014 — «Ромул и Рем» Б.-М. Кольтеса — Адриан[41]
- 2015 — «Фиолетовые облака» А. Четверговой — Борис Георгиевич[42]
- 2017 — «Мизантроп» А. Житковского — Пётр Иванович Вяземский[43]
- 2021 — «Август графства Осейдж» Т. Леттса — Беверли Уэстон[44]
- 2021 — «Как я обманул всех и Бога» А. Федорченко и Л. Канашовой — Арманд Хаммер[45]
- 2021 — «Плаха» Ч. Айтматова[46]
- 2022 — «Ёлка у Ивановых» А. Введенского[47]

Театр «Место»
2018 — «Лысая певица» Э. Ионеско
Камерный театр
2019 — «Гробовщик» А. Пушкина — Прохоров Андриан
Театр имени М. Ермоловой
2025 — «Вроде легче» Р. Ташимова — Коля, отец Костяна

## Фильмография
- 2003 — Правда о щелпах — эпизод
- 2006 — Опера-2. Хроники убойного отдела — Хромой чёрт / эпизод
- 2007 — Дело было в Гавриловке (Изумруды) — Коропин-старший
- 2010 — Счастье моё — одноглазый
- 2012 — В тумане — партизан Войтик
- 2014 — Ангелы революции — натурщик
- 2017 — Кроткая — сутенёр
- 2018 — Донбасс — Иван Павлович Яичница по кличке «Беха»
- 2019 — Последняя «Милая Болгария» — отец Еца
- 2020—2023 — Территория — Пётр Иванович Пермяк, колдун
- 2021 — Второе солнце — Акрам
- 2022 — Похожий человек — сосед Александра Иванова
- 2024 — Дино
- 2025 — Камбэк

## Награды
- 2004 — «Лучшая характерная роль» на фестивале «Браво!» — 2003 — за роль Прищепы («Клаустрофобия» К. Костенко), «Театрон»[9]
- 2011 — «Лучшая мужская роль» на фестивале «Браво!» — 2010 — за роль Саши («Два плюс два» Н. Коляды), «Коляда-театр»[49]
- 2015 — Специальный диплом «За глубину актёрского существования» на фестивале «Браво!» — 2014 — за роль Адриана («Ромул и Рем» Б.-М. Кольтеса), Центр современной драматургии[50][51]
- 2018 — «Лучший дуэт в драматическом театре» на фестивале «Браво!» — 2017 — Сергей Колесов и Константин Итунин за роли Петра Ивановича Вяземского и Павла Разумова в спектакле «Мизантроп» (А. Житковского) Центр современной драматургии[52][53]

## Из отзывов
«Кошка на раскалённой крыше», Большой Па
Театральный критик Илья Губин, видевший спектакль в двух составах, находит, что несмотря на общий режиссёрский рисунок исполнителями Большого Па создаются разные истории, каждый воплощает его по-разному:

Колесов играет то, как его покидают силы, от чего он судорожно начинает перебирать воспоминания и выплескивать их скопом на Брика и зрителей, это его последняя попытка удержаться.
— Илья Губин, «Петербургский театральный журнал» октябрь 2015
«Двенадцать стульев», Остап Бендер

…Остапа изумительно хорошо играет Сергей Колесов, в физической свободе, талантливо владеющий талантливым гуттаперчивым телом, захлебывающийся в стихии языка без костей (Коляда выдумал ему какой-то странный клич, вроде «Опропиндос!»), наслаждающийся журчанием своей речи…
— Павел Руднев, театровед — Екатеринбург, октябрь 2017
Роль вызвала неизбежные сравнения с исполнителями из советских экранизаций.
Анна Банасюкевич, посмотревшая спектакль на XI Международном фестивале «Молодые театры России» в Омске, пишет в «Петербургском театральном журнале»: «…разителен контраст в образе Остапа Бендера в исполнении Сергея Колесова по отношению к привычному кинообразу. Этот Остап настоящий циник и бандит, лишенный какого-либо романтичного обаяния, фантазии, творческого полёта, которыми обычно оправдывают его поступки».
Ирина Петровская-Мишина (Musecube.ORG) в своём издании признаётся: «…как истинный артист, он уже ко второй сцене заставляет зал забыть, как он смотрится в реальной жизни, рисуя пред взорами публики Того Самого Бендера».
«Как я обманул всех и Бога», Арманд Хаммер

Колесов играет героя с таким погружением в материал, что даже удивляешься, откуда в нём фактура американского предпринимателя, познавшего вкус огромных денег…
— Пётр Кабанов, «Областная газета» 23 сентября 2021

## Комментарии
1. ↑  Николай Коляда о назначении артистов-мужчин на роль Феоктисты в «Букете»: 
Где найти артистку на роль Феоктисты, мамы его? Я поэтому и назначил на эту роль Сергея Колесова и Сергея Фёдорова, чтобы был театр, абсурд, не бытовуха. Они ведь потрясающе играют эту бабку, будто она из трамвая вышла только что! Сегодня ведь надо быстро, ярко, театрально, весело, смешно, конец.Из интервью Н. Коляды Порталу «Субкультура», апрель 2016[23]
2. ↑  Не избалованный участием в кинофестивалях, Колесов испытал проблему, узнав о правилах Каннского кинофестиваля:
 «…у меня такая паника была, когда сказали про дресс-код для красной дорожки! Где я возьму приличный смокинг для Каннского фестиваля? Потом вроде продюсеры обещали все уладить, мы с театром прилетели в Новосибирск на гастроли, и тут мне сообщают — нужны ещё наряды для фотосессий. И я думаю: „Боже мой! И что делать?“. В итоге побегали по бутикам, „Ашанам“ всяким, купили рубашку. Без всяких имиджмейкеров. Дочь только посмотрела, сказала: „Сойдёт!“, так и поехал в Канны»[40].
3. ↑  В другом составе роль Большого Па исполняет Сергей Фёдоров[54].